# Mario Lanfranchi
Mario Lanfranchi (ur. 30 czerwca 1927 w Parmie, zm. 3 stycznia 2022 w Rzymie) – włoski reżyser i scenarzysta filmowy, teatralny i telewizyjny. 
Lanfranchi urodził się w Parmie 30 czerwca 1927 roku. Po uzyskaniu dyplomu w Akademii Teatralnej w Mediolanie na początku lat pięćdziesiątych, został zatrudniony przez Sergio Pugliese we włoskiej telewizji RAI. Jako pierwszy wprowadził operę na mały ekran w 1956 roku sztuką Madama Butterfly Giacomo Pucciniego, która przedstawiła szerokiej publiczności Annę Moffo, wówczas nieznaną amerykańską sopranistkę, która później została jego żoną, małżeństwem byli przez 17 lat, w 1974 roku doszło do rozwodu. W 1967 rozpoczął karierę reżyserską filmem westernowym Wyrok śmierci. Mieszkał w XVI-wiecznej willi w Santa Maria del Piano pod Parmą. Lanfranchi zmarł 3 stycznia 2022 roku w Rzymie w wieku 94 lat.